# تلویزیون ملی افغانستان
تلویزیون ملی افغانستان تنها شبکهٔ سراسری دولت افغانستان است. این شبکه دارای دو کانال شامل یک کانال عمومی و یک شبکهٔ خبری به نام آرتی‌اِی نیوز RTA-News می‌باشد.
در تاریخ ۹ ثور همزمان با جرگهٔ مشورتی صلح در کابل نشرات اچ‌دی HD این تلویزیون آغاز به فعالیت نمود.

## پیدایش
این تلویزیون توسط محمد داود خان رئیس‌جمهور وقت در سال ۱۳۵۶ بنیانگذاری شد. البته مقدمات آن با سفر محمد موسی شفیق نخست‌وزیر پیشین افغانستان به ژاپن فراهم گردید. ساختمان تلویزیون در کنار ساختمان رادیو افغانستان بنا شد و دستگاه‌ها و آنتن‌های آن بالای کوه آسمایی کابل نصب شده‌است. برای اداره و پیشبرد این رسانه شماری از دانشجویان به کشورهای ایران، بلغارستان، و ژاپن اعزام شدند که تعدادی از آن‌ها کارمندان وزارت اطلاعات و فرهنگ بودند.

## برنامه‌ها
تلویزیون ملی افغانستان به عنوان رسانهٔ دولت افغانستان به پخش اخبار و رخدادهای ملی می‌پردازد. معمولاً در بین برنامه‌ها آهنگ‌های ملی و مذهبی پخش می‌شود. در بخش خبر تلویزیون افغانستان علاوه بر سرویس خبری ویژهٔ خود از برنامه‌های تلویزیون دویچه وله آلمان و صدای آمریکا استفاده می‌کند.
برخی از برنامه‌های پخش شده از این تلویزیون از این قرارند.
- برنامه رنگارنگ (برنامه موسیقی)
- سریال روباه پیر

## پخش
تلویزیون ملی در ۱۵ جدی ۲۰۰۸ برای اروپا، خاورمیانه، آفریقای شمالی، آفریقا، آسیا-اقیانوسیه و آمریکای شمالی قابل دسترس شد. ساعات پخش این رسانه از ۰۶:۰۰ تا ۰۰:۰۰ به وقت محلی افغانستان و ۰۱:۳۰ تا ۱۹:۳۰ به وقت گرینویچ بود؛ در سال ۲۰۰۸ تلویزیون ملی به یک کانال ۲۴ ساعته تبدیل شد و این امکان را داد تا بینندگان بین‌المللی در ساعات مناسب‌تر برنامه‌های این تلویزیون را مشاهده کنند.

## سخنرانی اختصاصی ۲۰۰۸
تلویزیون ملی زمانی که در حال پخش زنده سخنرانی حامد کرزی در یک رژه نظامی بود و مورد حمله تروریستی شورشیان قرار گرفت در جهان شناخته شد. این حمله توسط اردوی ملی خنثی شد. صحنه این حمله تروریستی به‌طور زنده برای بینندگان پخش می‌شد و رسانه‌های بین‌المللی از این صحنه‌ها استفاده کرد.

## نشان‌واره

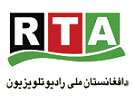
نشانواره تلویزیون ملی افغانستان در ۲۱ حوت/اسفند ۱۳۸۸

نشانواره تلویزیون ملی افغانستان در ابتدا از سه مستطیل به رنگ‌های پرچم افغانستان تشکیل شده بود که حروف R, T و A در آن نوشته شده بود. اگرچه از این نشانواره هنوز در وبگاه نلویزیون ملی افغانستان استفاده می‌شود اما نشانواره اصلی آن در ۸ ژوئیه ۲۰۱۱ تغییر یافت. در نشانواره جدید از رنگ‌های پرچم ملی استفاده شده و واژه «ملی» روی آن نوشته شده‌است.